# アフリカオオヤスデ
アフリカオオヤスデ（学名 Archispirostreptus gigas）は節足動物門多足亜門ヤスデ綱ヒキツリヤスデ目ヒキツリヤスデ科に属するヤスデの一種。アフリカオオヤスデという名前はペット業界における流通名である。ペットとして広く出回っているものの、植物防疫法により規制されており、国内への輸入は禁じられている。

## 分布
アフリカ南東部（モザンビーク、南アフリカ、ザンビア、ソマリア、タンザニア、ケニア）から知られている。

## 特徴
世界最大（最長）のヤスデと言われており、体長 178–260 mm、胴節数 62–70、しかし特に大型の個体では387 mmに達したという。
生殖肢の次の特徴によって近縁種から識別される。
lateral metaplical processは短く幅広く、末端に短い突起を伴う；lateral metaplical processはapical metaplical processと鋭角をなす；apical metaplical processの基部の側面および正中線側の縁は凸状；lateral metaplical processは末端より基部の方が暗色；apical metaplical processは正中面側や末端よりも側面や基部の方が暗色。

## 近似種
同じく世界最大級のヤスデとしてタンザニアオオヤスデ（学名 Spirosteptus giganteus）という種が取り上げられることがあるが、SpirosteptusはSpirostreptusの誤表記と考えられる上に、Spirostreptus giganteusという学名はMillibaseに登録されておらず、存在しないと考えられる。すなわち、タンザニアオオヤスデ Spirosteptus giganteusは存在自体が疑わしい。ペット業界において、しばしばA. gigasに対してトーゴオオヤスデという名称が用いられることがあるが、A. gigasはトーゴに生息していない。エチオピアやソマリアから発見されているA. dodsoni （体長 220–270 mm）も同程度に大型である。
他にもセーシェル諸島に生息するダイオウヤスデ（学名 Sechelleptus seychellarum）も最大で240 mmになる巨大な種である。

## 生態
熱帯雨林の底部に生息し、土の中や朽ち木の近辺に住み、また、木に登って木の葉を食べる事もある。
餌は主に落ち葉やキノコなどの菌類、それに動物の死体や果実など、口に入るものなら何でも食べる。その選り好みをしない食性のレパートリーの幅広さで巨大になったとも考えられる。
性質は大人しいが、身の危険を感じると体節の赤い部分より悪臭を放つ毒液を出して身を守る。寿命は数年ほどだとされる。

## 飼育
野菜や肉類、昆虫ゼリー等、食性はなんでもあれという具合なので、ヤスデの中では比較的初心者向けであり、人気のある種となっている。腐葉土を厚めに敷き、湿度のある環境にし、そこに餌となる有機物を置く。ヤスデの中では比較的活発に行動し、多くの餌を食べる。